# اوست-کوکسا

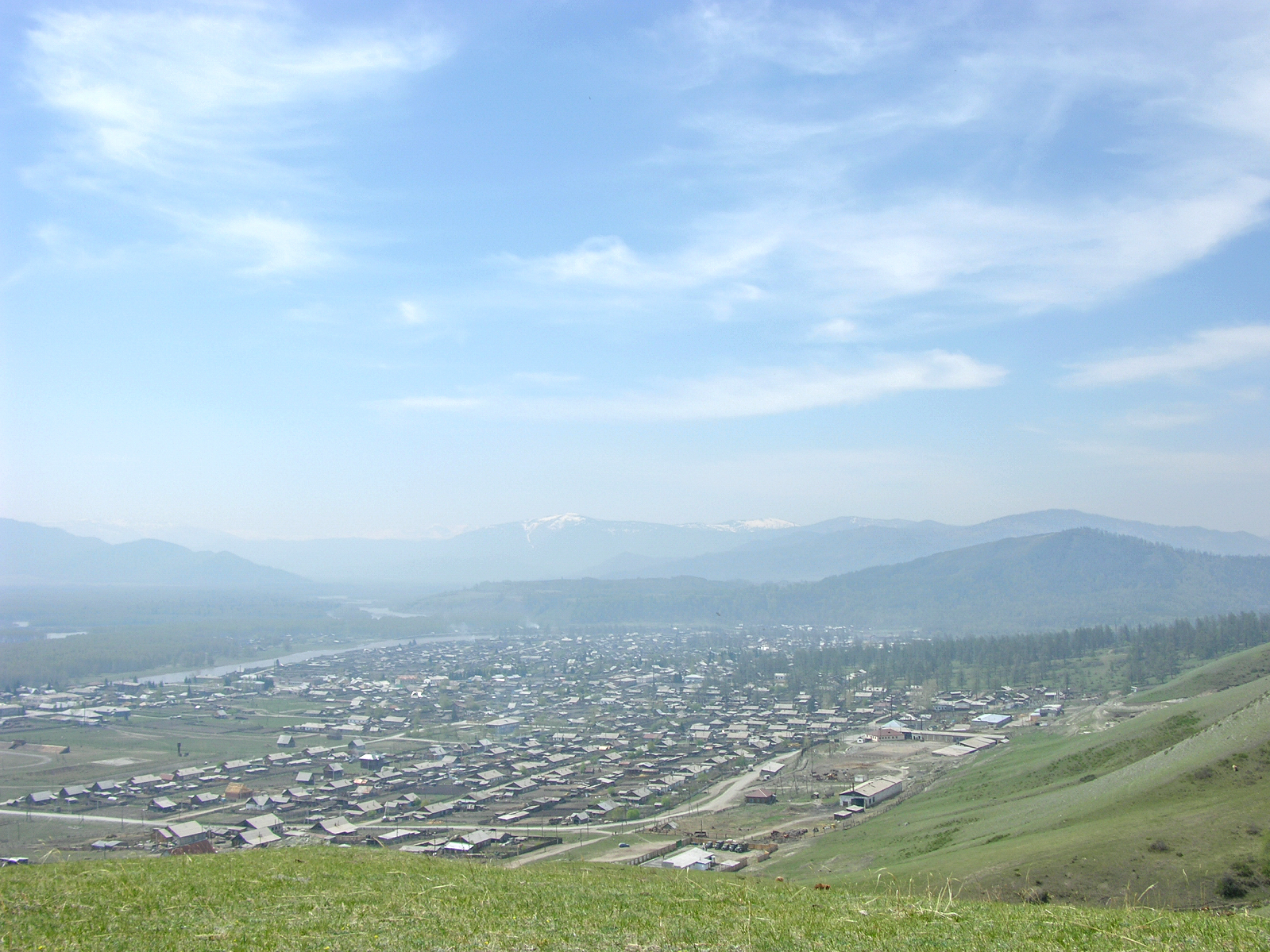
اوست-کوکسا نام یک منطقه مسکونی در کشور روسیه

اوست-کوکسا (به لاتین: Ust-Koksa) یک منطقهٔ مسکونی در روسیه است که در جمهوری آلتای واقع شده‌است.